# El Makarem de Mahdia (football)
Pour les articles homonymes, voir El Makarem de Mahdia.
Maillots
El Makarem de Mahdia (arabe : مكارم المهدية) est un club de football basé à Mahdia en Tunisie et créé en 1939. Il fait partie du club omnisports du même nom fondé en 1937.
L'EMM évolue en Ligue II en 2025-2026.

## Histoire
La ville de Mahdia voit la création de son premier club de football en 1927 : il s'agit du Club sportif mahdois qui vit pendant deux saisons avant de disparaître. Le nationaliste Béchir Attia crée alors la Musulmane de Mahdia en 1930 avec pour joueurs Frej Ben Hmida, Hédi Bourguiba, Ali El May, ou Béchir Ben Khelifa. Mais, après trois années d'activité, l'équipe est dissoute par les autorités qui la soupçonnent d'alimenter le nationalisme tunisien. Béchir Attia contourne alors l'interdiction en créant El Makarem de Mahdia en 1937, mais d'abord en tant qu'association caritative. En 1939, la section de football voit le jour. En 1947, elle remporte le championnat du Centre et du Sahel et accède à l'échelon supérieur. Les joueurs de l'époque sont Mohamed Zabik, M'hammed Sghaïer, Ahmed Mansour, Houcine Remadi, Ahmed Haj Romdhan, Tahar Handous, Mahmoud Handous, Ali Sakka, Hédi Farhat, Mohamed Taieb Braham et Ali Hammouda.
En 1955, le club remporte le championnat de seconde division Centre-Sud avec les joueurs suivants : Ali Sfar, Houcine Salem, Mohamed Ben Romdhan, Ahmed Jebara, Ali Khalladi, Mahmoud Ben Hassen, Hechmi Chekir, Habib Mokni, Hédi Ajej, Hechmi Tekaya et Houcine Ben Hammaouda.
Ce n'est qu'en 1960 que l'équipe présidée par Mhammed Bettaieb et entraînée par Mustapha Haj Saïd accède en division nationale. Y jouent alors Hassen Ben Toumia, Ezzeddine Ksibi, Ezzeddine Ben Amor, Mahmoud Ben Hassen, Habib Baccar et les Algériens Abderrahman Gherib, Ammar Zouba et Mustapha Dziri. Elle y passe deux saisons avant de rétrograder et d'y accéder à nouveau en 1970, avec une génération plus ambitieuse constituée de Hédi Ayed, Amor Amara, Amor Gara, Habib Sfar, Mokhtar Hasni et du gardien Mohamed Salah Baklouti. Depuis 1976, l'équipe est arrivée une seule fois à monter en Ligue I et continue à osciller entre la Ligue II et la Ligue III.
En coupe, le meilleur résultat est obtenu en 1975 où l'EMM dispute la finale contre l'Étoile sportive du Sahel. Auparavant, elle était parvenue en demi-finale en 1969 (match perdu contre l'Espérance sportive de Tunis).

## Écusson

## Bilan en division nationale
| Saison  | Classement | Joués | Gagnés | Nuls | Perdus | B.P. | B.C. | Meilleur buteur       |
| ------- | ---------- | ----- | ------ | ---- | ------ | ---- | ---- | --------------------- |
| 1960-61 | 9          | 20    | 6      | 1    | 13     | 20   | 44   | Ezzedine Ben Amor (5) |
| 1961-62 | 12         | 22    | 2      | 4    | 16     | 11   | 60   | Ezzedine Ben Amor (4) |
| 1970-71 | 5          | 24    | 8      | 10   | 6      | 15   | 17   | Amor Gara (8)         |
| 1971-72 | 9          | 26    | 6      | 11   | 9      | 19   | 19   | Amor Gara (10)        |
| 1972-73 | 10         | 26    | 6      | 11   | 9      | 23   | 23   | Mokhtar Hasni (6)     |
| 1973-74 | 6          | 26    | 8      | 10   | 8      | 22   | 23   | Mokhtar Hasni (6)     |
| 1974-75 | 12         | 26    | 4      | 11   | 11     | 13   | 28   | Mokhtar Hasni (2)     |
| 1975-76 | 13         | 26    | 4      | 7    | 15     | 17   | 34   | Amor Gara (6)         |
| 1981-82 | 14         | 26    | 4      | 10   | 12     | 23   | 41   | Samir Chemam (6)      |
| Total   |            | 222   | 48     | 75   | 99     | 163  | 289  | Amor Gara (24)        |

## Personnalités

### Présidents
- Béchir Attia (1937-1952)
- Ali Zouari (1953-1956)
- Ahmed Betaib (1957-1959)
- Nejib Mourali (1959-1961)
- Mohamed Chelayfa (1961-1963)
- Ahmed Khouaja (1963-1976)
- Moncef Hamza (1976-1978)
- Abderrazak Dhouib (1979-1981)
- Tahar Belkhodja (1981-1982)
- Rached Khouja (1985-1988)
- Khaled Hamza (1988-1991)
- Bechir Sakka (1991-1992)
- Ridha Joulak (1992-1993)
- Hassine Hamza (1993-1995)
- Ridha Joulak (1995-1996)
- Raouf Turki (1996-1998)
- Tahar Hellali (1998-2000)
- Fethi Farhat (2000-2001)
- Ahmed Ben Hammouda (2001-2003)
- Khaled Ben Youssef (2003-2004)
- Mohamed Mouez Masmoudi (2004-2005)
- Lotfi Laâbaied (2005-2007)
- Raouf Turki (2007-2008)
- Fethi Ben Rejeb puis Houssem Berri (2008-2009)
- Houssem Berri puis Khaled Ben Youssef (2009-2010)
- Hafedh Sbaâ (2010-2012)
- Mohamed Salah Frad (2012-2016)
- Hafedh Sbaâ (2016-2019)
- Sami Aydi (2019-2020)
- Marwen Fekih Ahmed (2020-2022)
- Salem Dhraief (2022-2024)
- Mohamed Houas (2024- )

### Entraîneurs
- Roger Chrétin (1955-1956)
- Saïd Hadad (1960-1962)
- Pierre Meurisse (1962-1965)
- Mahmoud Ben Naiel (1965-1969)
- Ahmed Ouannes (1969-1972)
- Ozren Nedoklan (en) (1974-1975)[2]
- Habib Ben Taleb Tounsi (1975-1977)
- Omrane Fitouri (1977)
- Petar Knezevic (1977-1979)
- Mahmoud Ouertani (1979-1981)[2]
- Vladimir Fedine puis Mohamed Gharbi (1981-1982)
- Faouzi Benzarti (1982-1984)[2]
- Salem Radhouani (1984)
- Mahmoud Ben Naiel (1984-1985)
- Hassen Mehri, Mohamed Gharbi puis Mohsen Habacha (1985-1986)
- Mohsen Habacha puis Béchir Ben Mime (1986-1987)
- Habib Chouba puis Mahmoud Ben Naiel (1987-1988)
- Salem Radhouani (1988-1989)
- Mahmoud Ouertani (1989-1991)
- Mohamed Gharbi, Habib Mestiri puis Mohsen Habacha (1991-1992)
- Ahmed Ouannes (1992-1993)
- Ahmed Ouannes puis Ferid Laaroussi (1993-1994)
- Kamel Boughzala puis Salem Radhouani (1994-1995)
- Ahmed Ajlani, Amor Amri puis Salem Radhouani (1995-1996)
- Ameur Hizem (1996-1997)
- Youssef Seriati, Mongi Dalhoum puis Ameur Hizem (1997-1998)
- Noureddine Laabidi (1998-1999)
- Amor Gara puis Youssef Baâthi (1999-2000)
- Béchir Ben Mime puis Mohamed El Abed (2000-2001)
- Hassen Oueslati (2001-2002)
- Mohamed El Abed, Foued Bahri puis Mohamed El Abed (2002-2003)
- Noureddine Laabidi puis Chiheb Ellili (2003-2004)
- Chiheb Ellili puis Jalel Kadri (2004-2005)
- Mohamed Ameur Hizem, Sofiane Hidoussi puis Nizar Khanfir (2005-2006)
- Taoufik Zaaboub (2006-2007)
- Jalel Kadri, Samir Chemam puis Ramzi Chouchane (2007-2008)
- Chokri Khatoui, Foued Bahri, Majdi Safi, Mohamed Jelassi puis Kamel Azzabi (2008-2009)
- Mejdi Kordi (2009-2010)
- Nabil Belkhodja puis Mondher Laâdhari (2010)
- Mohamed Ameur Hizem (2010-2011)
- Ali Sraïeb, Kaïs Bousoffara puis Nader Werda (2011-2012)
- Adel Zouali et Lotfi Boukhris, Mourad Sebayi, Foued Bahri, Kaïs Bousoffara puis Nader Werda (2012-2013)
- Karim Gabsi (2013-2014)
- Fethi Hadj Ismaïl (2014-2015)
- Mohamed Ali Bannour, Hassan Oueslati puis Fethi Hadj Ismaïl (2015-2016)
- Foued Bahri, Abdelkrim Gabsi puis Nabil Kammoun (2016-2017)
- Abdelmanef Turki (2017-2018)
- Sami Ghadhab, Kamel Chmak, Chawki Zbidi, Kaïs Bousoffara puis Abdelkrim Gabsi (2018-2019)
- Ounayes Bouzidi, Mohamed Ali Bannour, Foued Bahri puis Moez Alaya (2019-2020)
- Sami Mosali (2020-2021)
- Khaled Ben Sassi puis Hakim Aoun (2021-2022)[2]
- Thamer Bouguila (2022-2023)[2]
- Mahmoud Dridi (2023-2024)[3]
- Hafedh Guitouni (2024- )[2]

## Couleurs
Jusqu'en 1959, le club porte les couleurs rouge et jaune à l'instar de l'Espérance sportive de Tunis, en reconnaissance au soutien apporté par ce club. En 1960, le club porte les couleurs vert et bleu pour une seule saison, puis adopte ses couleurs actuelles, considérées comme signifiactives de la nature géographique de la région.